# Cambodia Angkor Air
Cambodia Angkor Air (Khmer: កម្ពុជា អង្គរ អ៊ែរ) is de nationale Cambodjaanse luchtvaartmaatschappij met haar thuisbasis in Phnom Penh.

## Geschiedenis
Cambodia Angkor Air is opgericht in 2009 door Vietnam Airlines.

## Bestemmingen
Cambodia Angkor Air voerde in juli 2009 lijnvluchten uit naar:
- Phnom Penh, Siem Reap, Ho Chi Minhstad.

## Vloot
De vloot van Cambodia Angkor Air bestaat uit: (november 2009)
- 2 Airbus A320-200
- 1 Airbus A321-200
- 2 ATR 72-500